# Cercozoa
Cercozoa – takson eukariotów należący do supergrupy Sar.

## Systematyka
Według Adla należą tutaj:
- Cercomonadidae Kent, 1880 przywrócony przez Mylnikov i Karpov, 2004
- Pansomonadida Vickerman, 2005
- Glissomonadida Howe i Cavalier-Smith, 2009
- Tremula Howe i inni, 2011
- Metromonadea Cavalier-Smith, 2007 przywrócony przez Cavalier-Smith, 2011
- Granofilosea Cavalier-Smith i Bass, 2009
  - Clathrulinidae Claus, 1874
- Thecofilosea Cavalier-Smith, 2003 przywrócony przez Cavalier-Smith, 2011
  - Phaeodarea Haeckel, 1879
  - Cryomonadida Cavalier-Smith, 1993
  - Ventricleftida Cavalier-Smith, 2011
  - Ebriacea Lemmermann, 1901
  - taksony o niepewnej przynależności
- Imbricatea Cavalier-Smith, 2011
  - Spongomonadida Hibberd, 1983
  - Nudifila Cavalier-Smith i Howe, 2009
  - Marimonadida Cavalier-Smith i Bass, 2011
  - Silicofilosea Adl i inni, 2005 przywrócony przez Adl i inni, 2012
  - taksony o niepewnej przynależności
    - Clautriavia, Discomonas
- Chlorarachniophyta Hibberd i Norris 1984
- Vampyrellida West, 1901 przywrócony przez Hess i inni, 2012
- Phytomyxea Engler i Prantl, 1897
- Filoreta Bass i Cavalier-Smith, 2009
- Gromia Dujardin, 1835
- Ascetosporea Sprague, 1979 przywrócony przez Cavalier-Smith, 2009
  - Haplosporida Caullery i Mesnil, 1899
  - Paramyxida Chatton, 1911
  - Claustrosporidium Larsson, 1987
  - Paradiniidae Schiller, 1935
- taksony o niepewnej przynależności
  - Psammonobiotidae Golemansky, 1974 przywrócony przez Meisterfeld, 2002
  - Volutellidae Sudzuki, 1979

Według klasyfikacji opublikowanej w Dictionary of the Fungi Cercozoa to typ należący do królestwa chromistów (Chromista) i zawierający 3 rzędy oraz rodzaje incertae sedis:
- rząd Imbricatea Cavalier-Smith, 2011
- rząd Phytomyxea Engler i Prantl, 1897
- rząd Vampyrellidea West, 1901
- rodzaje incertae sedis[3]